# عبد الرزاق الدكرمنجي
عبد الرزاق طلال دكرمنجي (22 فبراير 2001) هو لاعب كرة قدم لبناني، يلعب في مركز الظهير لنادي طرابلس والمنتخب اللبناني.

## روابط خارجية
- عبد الرزاق الدكرمنجي على موقع قاعدة بيانات كرة القدم.إي يو (الإنجليزية)
- عبد الرزاق الدكرمنجي على موقع Soccerway.com (الإنجليزية)